# M2i Life Sciences
M2i Life Sciences est une entreprise française créée fin 2012 spécialisée dans les technologies durables pour l’agriculture et la santé. Elle propose des produits de biocontrôle. Elle est notamment spécialisée dans la fourniture de phéromones, qui constituent une alternative aux insecticides traditionnels.

## Historique
Cette entreprise est née fin 2012 de l’acquisition et de la fusion de deux activités, par une équipe de fondateurs dont Philippe Guerret, issu du milieu de la chimie fine, et Bruno Geny, spécialiste financier. La première acquisition est la PME Holis Technologies, une plateforme d'innovation dédiée aux sciences de la vie, implantée à Lacq, dans les Pyrénées-Atlantiques. La deuxième acquisition est une filiale de production du Groupe Solvay, Solvay Organics, développant des produits de chimie fine organique (des principes actifs pharmaceutiques et des substances pour la cosmétique) avec une usine basée à Salin-de-Giraud. Cette activité n’était plus dans le cœur de métier de Solvay. En revanche, l’association avec le savoir-faire d'Holis Technologies ouvre des perspectives nouvelles aux deux activités ainsi fusionnées. « On ne peut pas prétendre maîtriser la R&D process en chimie fine sans disposer d'une capacité d'industrialisation. Après l'acquisition d'Holis, nous avions donc besoin de capacités. Le dossier Solvay est arrivé au bon moment » souligne Philippe Guerret. L’ensemble ainsi constitué est renommé Melchior Innovations Industry ou M2i,,.
En 2015, le groupe M2i Life Sciences reprend une usine située à Parnac, dans le Lot, au cœur du vignoble de Cahors, pour en faire un site de conditionnement, d'expéditions et pour héberger ses équipes d'agronomes. Cet établissement avait précédemment une tout autre activité, l’embouteillage de vins pour une coopérative vinicole. Se développant sur le marché du biocontrôle, auprès des jardiniers amateurs, des parcs publics et des agriculteurs, M2i Life Sciences met au point par exemple un produit à base de phéromone contre le ver de la grappe, pour l’utiliser dans la protection biologique des vignes en alternative aux insecticides traditionnels,.
Pour accélérer son développement (processus d’homologation de ses produits, activité de recherche & développement, coûts induits par une volonté d’implantation commerciale internationale, adaptation de ses sites de production en France, etc.), la société procède, dans sa phase de croissance, à des levées de fonds successives, dans la deuxième partie des années 2010. Les investisseurs évitent ainsi l’instabilité de la Bourse,,,. Anne Bodescot , du journal Le Figaro, cite ainsi, parmi les soutiens financiers de M2i Life Sciences, des fonds d’investissements tels que Eurazeo Growth (partenaire historique de M2i Life Sciences via Idinvest Partners), ADM Capital (Asia Debt Management Hong Kong Limited), Tethys Invest (créé par Françoise Bettencourt Meyers et son mari Jean-Pierre Meyers), Creadev (créé par la famille Mulliez), ou encore Raise (créé par Clara Gaymard et Gonzague de Blignières), s’ajoutant aux personnes privées initiales et au management.
En 2015, elle fait partie des lauréats des Prix Entreprises et Environnement. Cette même année 2015, lors d’un symposium international sur la chimie verte ISGC, elle se voit attribuer un « grand prix de la chimie verte ». Elle reçoit en 2016 un trophée PME Bougeons-Nous - RMC – BFMTV de l’entreprise environnementale, dont le but est de valoriser la créativité, l'investissement et le dynamisme de PME. Elle reçoit également en 2017 le prix Pierre Potier pour sa phéromone contre le ver de grappe,,.
En 2018, elle remporte deux Prix Mongolfier, décernés par la Société d'encouragement pour l'industrie nationale, dans la catégorie Agriculture d’une part et dans celle de la Chimie d’autre part, pour ses contributions à la réduction des pesticides et à la protection biologique des cultures,. Elle est désignée start-up de l’année 2019 par le journal L'Usine Nouvelle, qui considère que cette activité est l'amorce d'une nouvelle filière industrielle créatrice d'emplois, et classée parmi les « 120 start-ups françaises qui feront l’économie de demain », par le journal Les Échos. Ses innovations en agriculture lui valent un trophée 2019 Initiatives Chimie de l’innovation  et de la R&D et le Prix spécial du Smart Agri Fooda au salon Med-Agri. En 2021, M2i est double lauréat du plan France relance en tant qu’acteur clé de l’indépendance industrielle et sanitaire du pays. L’entreprise adopte également une nouvelle identité graphique et un nouveau logo.

## Activités
L’entreprise se positionne sur le marché du biocontrôle, ces techniques qui permettent de protéger les plantes (biocontrôle végétal) ou les animaux (biocontrôle animal), par des méthodes naturelles. Elle intervient également comme sous-traitant ou CDMO (Contract Development an Manufacturing Organization) dans le domaine de la chimie complexe et des principes actifs pour la santé humaine.
En biocontrôle végétal, elle est devenue une des entreprises européennes spécialisée dans la fourniture de phéromones. Ces phéromones constituent une alternative, respectueuse de l’environnement, à l’emploi d’insecticides conventionnels.
Ces produits imitent les substances naturellement sécrétées par une espèce et qui constituent un signal olfactif vers les autres insectes de la même espèce pour les attirer dans des pièges, ou pour limiter leur reproduction (en créant une confusion pour que les mâles ne retrouvent plus les femelles),,.
M2i Life Sciences recrée en laboratoire ces substances olfactives selon un procédé biomimétique, les conditionne pour leur distribution et leur utilisation, et les commercialise auprès des particuliers, des agriculteurs, ou des collectivités qui cherchent une alternative aux pesticides chimiques. Plus d'une soixantaine de ces phéromones sont disponibles au sein de son offre, par exemple contre la carpocapse des pommes et des poires, la pyrale du buis, le charançon rouge du palmier, le ver rose du cotonnier, la processionnaire du pin ou encore l'eudémis ou ver de grappe, qui s'attaque à la vigne.
« Nos produits sont totalement inoffensifs pour l'homme, pour l'environnement, pour les végétaux et les autres insectes, puisque chaque phéromone est spécifique à une espèce », indique Johann Fournil, de M2i Life Sciences,.
La maîtrise du mode d'application pour l’utilisateur final constitue un axe d’innovation. Ainsi, la société a mis au point un procédé d'encapsulation des phéromones qui permet de prolonger leur durée d'action et de les appliquer plus aisément, par exemple, de les pulvériser comme un insecticide classique. Contre la chenille processionnaire du pin, elle a également imaginé, en partenariat avec l'Institut national de la recherche agronomique, des billes à tirer avec un lanceur de paintball, de façon à atteindre l'arbre en hauteur,. La même technique est utilisable contre d’autres nuisibles dans les vergers. Pour cette méthode de diffusion des phéromones, elle se voit décerner le prix de l'innovation du ministère de l'Écologie en 2016.
D’autres atouts de cette  PME résident également dans sa capacité à trouver des voies de synthèse pertinentes pour diminuer  les coûts de production de molécules phéromones, et ses implantations dans des bassins d’emploi français  disposant d’équipements et de personnels qualifiés en chimie fine.
Les prix qu’elle propose deviennent de plus en plus comparables à ceux des produits chimiques traditionnels,. En outre, le marché sur lequel elle est positionnée est porteur. Estimée à un peu plus de 10 % du marché des insecticides, l’utilisation des phéromones pourrait à terme peser 30% de ce marché, avec la prise en compte des dégâts écologiques des produits chimiques traditionnels, et les interdictions promulguées.

## Identité visuelle

Ancien logo.
Logo actuel.